# Hamaspora nepalensis
Hamaspora nepalensis är en svampart som beskrevs av Durrieu 1975. Hamaspora nepalensis ingår i släktet Hamaspora och familjen Phragmidiaceae.   Inga underarter finns listade i Catalogue of Life.